# Gastrodynerus stangei
Gastrodynerus stangei är en stekelart som beskrevs av Richard Mitchell Bohart 1984. Gastrodynerus stangei ingår i släktet Gastrodynerus och familjen Eumenidae. Inga underarter finns listade i Catalogue of Life.